# عود بالنقض
عود الشيء على موضوعه بالنقض، أو على موضعه، عبارة عن كون ما شرع لمنفعة العباد ضررا لهم؛ كالأمر بالبيع والاصطياد، فإنهما شرعا لمنفعة العباد، فيكون الأمر بهما للإباحة، فلو كان الأمر بهما للوجوب لعاد الأمر على موضوعه بالنقض، حيث يلزم الإثم والعقوبة بتركه.